# 志呂神社

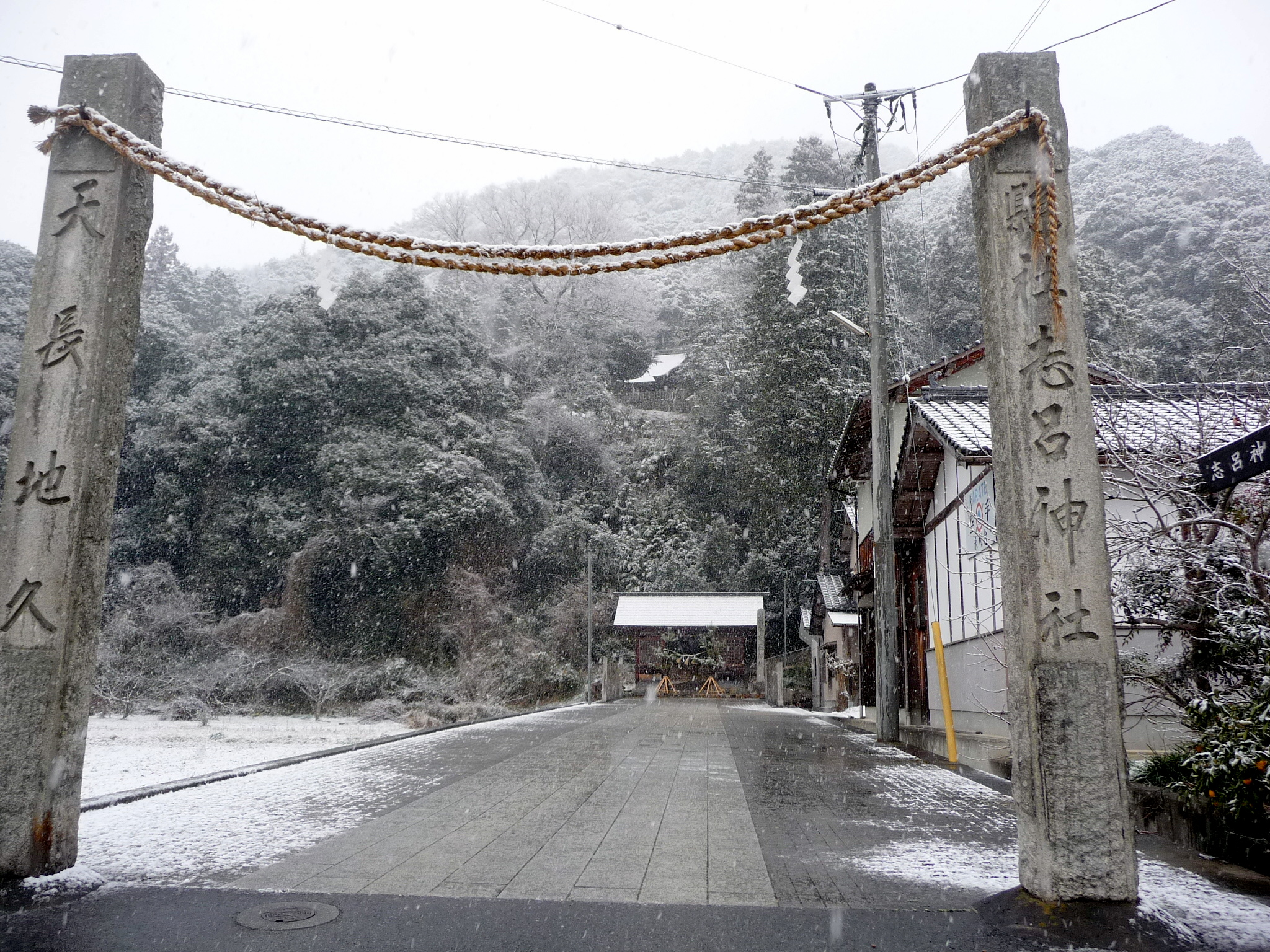
志呂神社の表参道（随神門前）

志呂神社（しろじんじゃ）は、岡山県岡山市北区建部町下神目にある神社である。旧社格は県社である。志呂宮（しろみや）とも呼ばれる。福徳成就・安産・厄除けの福徳があるとされる。

## 祭神
祭神は、事代主命などである。

## 歴史

### 創建
美作国が備前国から分国した和銅6年（713年）に、弓削庄27カ村（現在の岡山県岡山市北区建部町のうち旧久米郡福渡町の範囲、および久米郡久米南町）の総氏神として祭られたと伝えられている。

## 境内
- 本殿

中山造より発展した3間4面（実尺は4間×4間）の総欅造の出向拝を備えた入母屋造妻入で、各所に彫物が施されている。1848年（嘉永元年）再建。
- 三樹山（みきやま）の樹林

三樹山は、鎮守の森としてこれまでほとんど手が加えられることなく、自然の推移にゆだねられてきた。このため、シイノキ、ヤブツバキ、シリブカガシなど原始的な植生型に近い常緑広葉樹が育っている。常緑広葉樹林では、四季を通じて熱い葉に被われており、林外に比べて気温の変化や湿度の変化が少なく、冬の寒さをきらう南方系と夏の暑さに弱い北方系の動植物が同居する珍しいところである。1976年（昭和51年）に、岡山県指定郷土自然保護地域となった。

## 祭事
- 歳旦祭（1月1日）
- 輪潜祭（7月最終土曜日）
- 例祭（秋祭、10月20日）

## 文化財

### 重要無形民俗文化財（岡山県指定）
- 志呂神社御供

通称「京尾御供」と呼ばれ、志呂神社の秋祭（10月20日）に、久米南町京尾の氏子から供えられる神饌行事である。だんごでつくった「フト」と称する女陰を形どったもの3個と、男根を象徴した「マガリ」1個、餅でつくった「丁銀」3個、それに米飯一盛、柚子1個、箸1膳、榊葉若干を三方に盛った7膳の熟饌が調整され、御幣を立てた唐櫃にいれて御供所に運ばれ、紋付袴に榊葉を口にした7人の頭人によって供饌される。1957年（昭和32年）指定。

## 現地情報
所在地
- 岡山県岡山市北区建部町下神目1834

交通アクセス
- JR西日本津山線福渡駅から車で10分弱。
- 国道53号志呂神社前バス停から徒歩10分弱。